# Göran Åberg (fotbollsspelare)
Göran Christer Åberg, född 25 januari 1948 i Solna, död 23 augusti 2001, var en svensk fotbollsspelare och -tränare.
Åberg var en brytsäker back med god spelförståelse. Han spelade mycket på kraft och var inte speciellt teknisk.

## Spelarkarriär
Åbergs moderklubb var IF Brommapojkarna. Det blev bara drygt ett år i klubben innan han gick över till AIK. Han började där som center men i junioråldern gick över till högerback, en position han stannade på resten av sin fotbollskarriär. Under ungdomsåren spelade Åberg även ishockey i AIK men det lade han av med i 17-årsåldern.
Han fick debutera som 18-åring för seniorlaget, som då tränades av "Garvis" Carlsson, den 22 september 1966 i derbyt mot Djurgårdens IF, som slutade med en 1–0-seger för AIK. Tidigare under året hade Roland Grip och Lennart "Liston" Söderberg spelat backar, men inför matchen petades Grip och "Liston" flyttades över från högerbacken till vänsterbacken. Åberg gick in på högerbacken där det gick så bra att han fick fortsatt förtroende under hösten. Klubben vann de första fyra matcherna med honom på plan men förlorade den femte, hemma mot Malmö FF, med 1–2 och där Åberg gjorde sitt första mål av sammanlagt två för klubben. Det andra målet gjorde han hemma mot Örgryte IS 1976.
Han missade säsongen 1973 och större delen av 1975 på grund av elakartade knäskador.
Efter AIK-tiden gick han till Spånga IS, där tidigare AIK-spelaren Jörgen Bengtsson redan fanns. Under sin tid i klubben hade han bland annat Tommy Söderberg som tränare.
Han gjorde även en J- samt en U-landskamp för Sverige under sin karriär.

## Tränarkarriär
Efter sin spelarkarriär fortsatte Åberg som hjälptränare för Spånga IS. Efter en kort tid i klubben blev han huvudtränare i Hagalunds IS. Han blev kort därefter, under 1986, klar som assisterande tränare för AIK (till Rolf Zetterlund) och 1987 (till Nisse Andersson). Han avslutade sedan med några år som huvudtränare för Riala GOIF och Brottby SK.